# Kimberly Caldwell
Kimberly Ann Caldwell est une actrice et chanteuse américaine née le 25 février 1982 à Katy, au Texas (États-Unis), qui a terminé septième de la saison 2 de American Idol.

## Biographie
Elle a joué son propre rôle dans Détour Mortel 2 où elle est la première victime dans la scène d’introduction.

## Discographie
- 2011 : Without Regret
- 2009 : Debut album
- 2008 : Fear of Flying,  sorti le 24 mars 2008, Story Road Records
- 2006 : Who Will You Run To sorti le 12 septembre 2006, Story Road Networks

## Filmographie
- 2008 : Memories of Murder : Paige Matthews
- 2008 : Twentysixmiles (mini-série)
- 2007 : Détour mortel 2
- 2006 : Celebrity Paranormal Project (TV) sur VH-1
- 2005 : Life on a Stick : Ginger
- 2005 : The 411  (TV)